# Église Saint-Casimir de Naujoji Vilnia
 (septembre 2024).
L'église Saint-Casimir est une église de style historiciste située dans l'ancienne ville de Naujoji Vilnia, désormais un quartier de Vilnius, en Lituanie,,. L'église dans sa forme actuelle a été érigée en 1911, et  est l'une des plus hautes églises de Vilnius.

## Liens externes

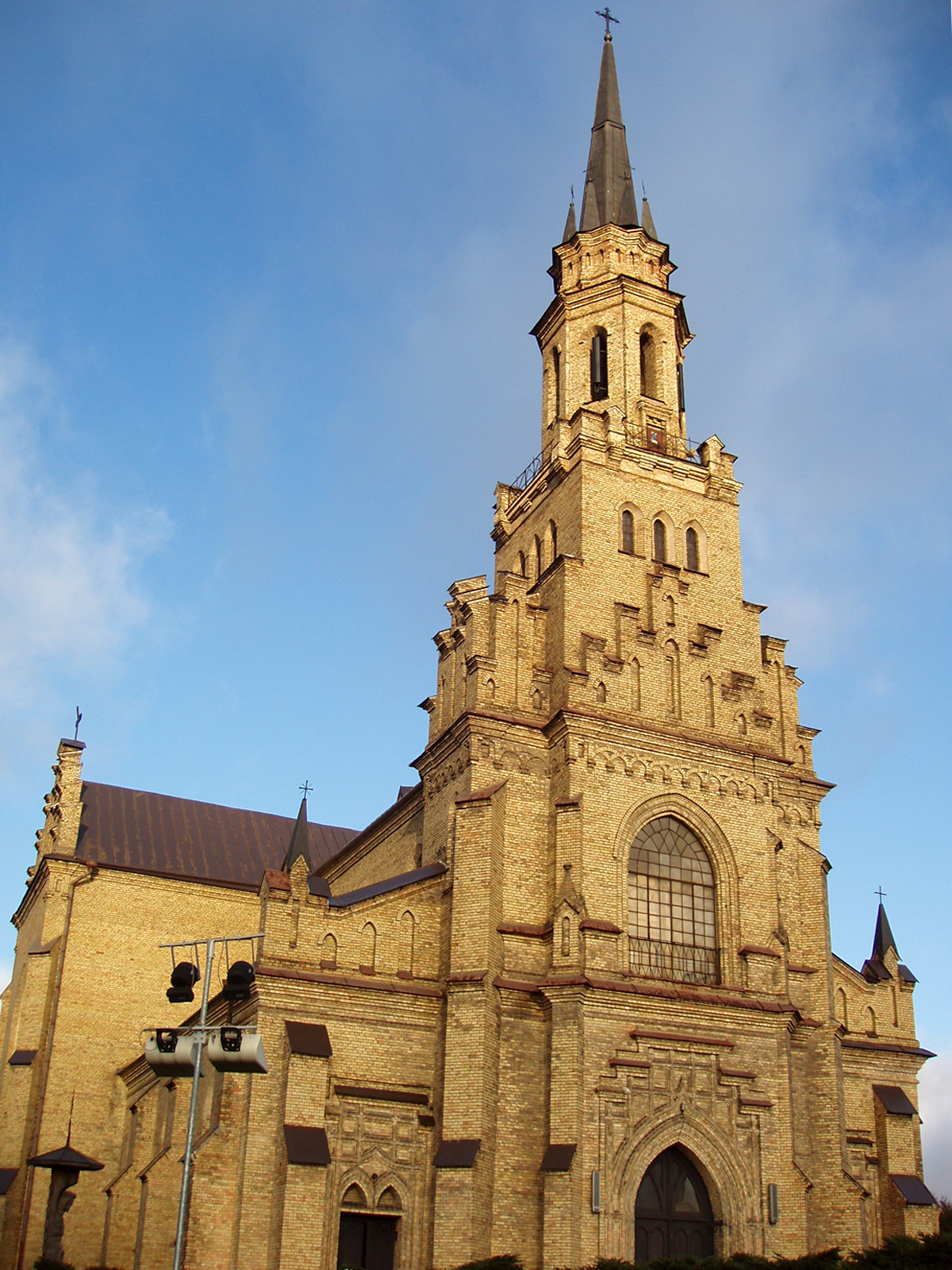
Église de Naujoji Vilnia.